# Новоберёзовский (Самарская область)
Новоберёзовский — посёлок в Волжском районе Самарской области в составе сельского поселения Лопатино.

## География
Посёлок находится в центральной части области, в пределах Низкого Заволжья, в лесостепной зоне, при автодороге А-300, на расстоянии менее 3 километров по прямой на юго-запад от центра сельсовета села Лопатино.

## Климат
Климат характеризуется как континентальный, с морозной зимой и продолжительным тёплым летом. Среднегодовая температура — 4,4 — 4,8 °C. Среднегодовое количество атмосферных осадков колеблется в диапазоне от 483 мм до 504 мм. Снежный покров в течение 140−160 дней.

## Население
| 2010 |
| ---- |
| 503  |

## Национальный состав
Согласно результатам переписи 2002 года, в национальной структуре населения русские составляли 74 % из 429 чел..

## Инфраструктура
Поволжская агролесомелиоративная опытная станция Всероссийского НИИ агролесомелиорации.

## Транспорт
Посёлок доступен автотранспортом.
Есть остановки общественного транспорта, автобусное сообщение до Самары.